# Bruno Miguel (futebolista)
Bruno Miguel Moreira Sousa (Cesar, 24 de Setembro de 1982) é um futebolista português que joga actualmente no Grupo Desportivo Estoril Praia.